# Charles François Marie Duval
Pour les articles homonymes, voir Duval.
Charles François Marie Duval, né à Rennes le 22 février 1750, et mort à Huy en Belgique le 25 août 1829 est un homme politique français.

## Biographie
Avocat à La Guerche-de-Bretagne, il devient juge au tribunal de Vitré au début de la Révolution. Il est député d'Ille-et-Vilaine à l'assemblée législative de 1791, réélu à la Convention en 1792. Il siège à la Montagne et vote la mort de Louis XVI. Il s'oppose à Robespierre lors du 9 thermidor, et entre au Conseil des Cinq-Cents le 23 vendémiaire an IV, comme député du Nord. Sous l'Empire, il devient chef de bureau dans l'administration des droits réunis. Il est contraint de s'exiler en Belgique en 1816, comme conventionnel régicide.

## Sources
- « Charles François Marie Duval », dans Adolphe Robert et Gaston Cougny, Dictionnaire des parlementaires français, Edgar Bourloton, 1889-1891 [détail de l’édition]